# Wśród nocnej ciszy (film)
Wśród nocnej ciszy – polski film kryminalny z 1978 w reżyserii i według scenariusza Tadeusza Chmielewskiego, oparty na powieści Ladislava Fuksa Śledztwo prowadzi radca Heumann. 

## Charakterystyka
Akcja powieści, przeniesiona do Polski lat 20. XX wieku, skupia się na śledztwie przeprowadzanym przez komisarza Teofila Hermana (Tomasz Zaliwski) w jednym z pomorskich miast. Herman, skonfliktowany ze swoim dorastającym synem Wiktorem (Piotr Łysak), ściga seryjnego mordercę chłopców, pozostawiającego znak rozpoznawczy w postaci zabawki z wizerunkiem kota.
Wśród nocnej ciszy powstał w Zespole Filmowym „X”, z udziałem operatora zdjęć Jerzego Stawickiego, a muzykę do filmu opracował Jerzy Matuszkiewicz. Sceny plenerowe filmu kręcono w Bydgoszczy, Toruniu, Wrocławiu i Warszawie. Film został dobrze przyjęty przez krytyków, zdobywając na Festiwalu Polskich Filmów Fabularnych nagrodę za scenografię dla Teresy Smus-Barskiej. Robert Birkholc po latach stwierdzał, że w powszechnej opinii Wśród nocnej ciszy jest najlepszym polskim filmem kryminalnym – nie tyle dzięki intrydze kryminalnej, ile „sprawnej narracji, gęstych relacjach pomiędzy postaciami i niezwykle sugestywnej, mrocznej atmosferze”.

## Obsada aktorska
- Tomasz Zaliwski – komisarz Teofil Herman
- Piotr Łysak – Wiktor, syn Hermana
- Henryk Bista – Stefan Waniek
- Mirosław Konarowski – Bernard Piret, przyjaciel Wiktora
- Bolesław Smela – Bolesław Raster
- Jerzy Bończak – Juliusz Stopek
- Halina Kowalska – Genowefa Stopkowa
- Antonina Barczewska – Katarzyna, gosposia Hermana
- Teresa Lipowska – żona Wańka
- Czesław Jaroszyński – nadkomisarz
- Andrzej Bielski – wywiadowca
- Jerzy Felczyński – wywiadowca śledczy
- Wiesław Drzewicz - fotoreporter
- Cezary Kussyk – fotoreporter
- Henryk Dudziński – gazownik

Źródło: Filmpolski.pl.